# Harrison Henao
Harrison Henao (Bello, Antioquia; 19 de febrero de 1987) es un exfutbolista colombiano. Jugaba de mediocampista.
Es apodado "El Poseído" luego de que, en un partido entre el Once Caldas y el Deportes Tolima, válido por la Primera División de Colombia, Harrison no tenía ninguna posibilidad de tocar el balón, que se encontraba a varios metros de distancia. Sin embargo, cuando un jugador rival realiza un pase, Harrison se lanza por el aire, como un ninja, sin ninguna explicación, mientras el balón seguía su curso por el otro costado del estadio.

## Trayectoria

### Inicios
Oriundo de Bello (Antioquia) Harrison se fue a probar suerte a Medellín donde se entrenó en la segunda división con el Deportivo Rionegro (Actual Leones de Urabá), el Itagüí (Actual Rionegro Águilas) y en primera división con el Independiente Medellín pero las lesiones y ya su amplia edad fueron impedimento para que llegase a debutar.

### Once Caldas
Perseverando y con la esperanza de cumplir el sueño de ser futbolista a sus 23 años el Once Caldas bajo la dirección técnica de Juan Carlos Osorio lo contrata en 2010 donde con tan solo 5 partidos disputados se consagra campeón de la liga poco a poco y con buenas actuaciones se fue ganando la titular suman 89 partidos entre liga, Copa Colombia y Copa Libertadores 2012 toma rumbo hacia Estados Unidos para jugar con el Colorado Rapids en la MLS tan solo disputa 1 partido y en la copa igual con apenas 2 partidos en territorio americano regresa al Once Caldas donde se mantuvo con un gran rendimiento siendo uno de los líderes del equipo hasta junio de 2016 cuando el jugador no llega a un acuerdo de una mejora salarial sale del club blanco.

### Millonarios
El 18 de junio de 2016 es confirmado su préstamo por un año con opción de compra a Millonarios Fútbol Club. Su debut sería el 9 de julio en el clásico capitalino contra Santa Fe donde se ganaría por la mínima diferencia.

### Once Caldas
En junio de 2017 vuelve al Once Caldas tras su terminar su cesión por un año, vuelve bajo las órdenes de Francisco Maturana. Debuta el 5 de julio en la derrota por la mínima en casa frente al Junior de Barranquilla por la Copa Colombia 2017.

## Clubes
| Club              | País           | Año         |
| ----------------- | -------------- | ----------- |
| Once Caldas       | Colombia       | 2010 - 2012 |
| Colorado Rapids   | Estados Unidos | 2012        |
| Once Caldas       | Colombia       | 2013 - 2016 |
| Millonarios       | Colombia       | 2016 - 2017 |
| Once Caldas       | Colombia       | 2017 - 2018 |
| Alianza Petrolera | Colombia       | 2018 - 2019 |
| Atlético Huila    | Colombia       | 2020 - 2021 |

## Estadísticas
| Club                           | Temporada           | Liga  | Liga  | Copa Nacional | Copa Nacional | Copa Internacional | Copa Internacional | Total | Total |
| Club                           | Temporada           | Part. | Goles | Part.         | Goles         | Part.              | Goles              | Part. | Goles |
| ------------------------------ | ------------------- | ----- | ----- | ------------- | ------------- | ------------------ | ------------------ | ----- | ----- |
| Once Caldas · Colombia         | 2010                | 14    | 0     | 0             | 0             | -                  | -                  | 14    | 0     |
| Once Caldas · Colombia         | 2011                | 36    | 1     | 5             | 0             | 9                  | 0                  | 50    | 1     |
| Once Caldas · Colombia         | 2012                | 5     | 0     | 3             | 0             | 1                  | 0                  | 9     | 0     |
| Once Caldas · Colombia         | Total               | 55    | 1     | 8             | 0             | 10                 | 0                  | 73    | 1     |
| Colorado Rapids Estados Unidos | 2012                | 1     | 0     | 1             | 0             | -                  | -                  | 11    | 0     |
| Colorado Rapids Estados Unidos | Total               | 1     | 0     | 1             | 0             | 0                  | 0                  | 2     | 0     |
| Once Caldas · Colombia         | 2012                | 13    | 0     | 1             | 0             | -                  | -                  | 14    | 0     |
| Once Caldas · Colombia         | 2013                | 36    | 1     | 8             | 0             | -                  | -                  | 44    | 1     |
| Once Caldas · Colombia         | 2014                | 37    | 0     | 4             | 0             | -                  | -                  | 41    | 0     |
| Once Caldas · Colombia         | 2015                | 24    | 2     | 6             | 1             | 2                  | 0                  | 32    | 3     |
| Once Caldas · Colombia         | 2016                | 19    | 1     | 6             | 0             | -                  | -                  | 25    | 1     |
| Once Caldas · Colombia         | Total               | 129   | 4     | 25            | 1             | 2                  | 0                  | 156   | 5     |
| Millonarios · Colombia         | 2016                | 15    | 0     | 2             | 0             | -                  | -                  | 17    | 0     |
| Millonarios · Colombia         | 2017                | 10    | 0     | 0             | 0             | 1                  | 0                  | 11    | 0     |
| Millonarios · Colombia         | Total               | 25    | 0     | 2             | 0             | 1                  | 0                  | 28    | 0     |
| Once Caldas · Colombia         | 2017                | 10    | 0     | 2             | 0             | -                  | -                  | 12    | 0     |
| Once Caldas · Colombia         | 2018                | 5     | 0     | 2             | 0             | -                  | -                  | 7     | 0     |
| Once Caldas · Colombia         | Total               | 15    | 0     | 4             | 0             | 0                  | 0                  | 19    | 0     |
| Alianza Petrolera · Colombia   | 2018                | 15    | 0     | 0             | 0             | -                  | -                  | 5     | 0     |
| Alianza Petrolera · Colombia   | 2019                | 2     | 0     | 2             | 0             | -                  | -                  | 4     | 0     |
| Alianza Petrolera · Colombia   | Total               | 17    | 0     | 2             | 0             | 0                  | 0                  | 21    | 0     |
| Atlético Huila · Colombia      | 2019                | 6     | 0     | 0             | 0             | -                  | -                  | 6     | 0     |
| Atlético Huila · Colombia      | 2020                | 17    | 0     | 2             | 1             | -                  | -                  | 19    | 1     |
| Atlético Huila · Colombia      | Total               | 23    | 0     | 2             | 1             | 0                  | 0                  | 25    | 1     |
| Total en su carrera            | Total en su carrera | 265   | 5     | 44            | 2             | 13                 | 0                  | 324   | 7     |

## Palmarés

### Campeonatos nacionales
| Título              | Club           | País     | Año  |
| ------------------- | -------------- | -------- | ---- |
| Torneo Finalización | Once Caldas    | Colombia | 2010 |
| Primera B           | Atlético Huila | Colombia | 2020 |